# 高雄市前金運動中心
高雄市前金運動中心（Kaohsiung Cianjin Sports Center），是高雄市第八座國民運動中心，運動中心位於高雄市前金區，由前金國小活動中心重新整修而成，委外由動能運動工作室營運，於2024年6月30日試營運，2024年7月7日正式營運。

## 設施介紹
- 健身房、室內游泳池、羽球場、籃球場、舞蹈瑜珈教室

## 週邊設施
- 高雄市前金區前金國民小學
- 大同社會住宅
- 捷運前金站
- 高雄市立大同醫院
- 高雄文學館
- 高雄中央公園
- 高雄市公共自行車租賃系統：
  - 自強民生路口西北側：自強二路/民生二路口西北側
  - 前金國小(成功路)：成功一路383號東側

## 外部連結
- 高雄市前金運動中心的Facebook專頁